# Тами
„Тами“ (на английски: Tammy) е американски комедиен филм от 2014 г. на режисьора Бен Фалконе, с участието на Мелиса Маккарти като едноименната героиня, която е ко-сценарист и ко-продуцент с Фалконе. Във филма още участват Сюзън Сарандън, Алисън Джени, Гари Коул, Марк Дюплас, Нат Факсън, Тони Колет, Сандра О, Дан Акройд и Кати Бейтс. Филмът е пуснат по кината на 2 юли 2014 г.